# Diane Greene
Diane B. Greene (9 de junio de 1955) es una emprendedora tecnológica estadounidense e inversionista. Greene fue fundadora y directora ejecutiva de VMware desde 1998 hasta 2008. Ha desempeñado como directora ejecutiva de Google Cloud Platform desde 2015 hasta principios de 2019. Entre 2012 y 2019 fue miembro de la junta directiva de Alphabet.

## Biografía
Nacida en Rochester (Nueva York), hija de un ingeniero y una maestra,

## Educación
Greene recibió una licenciatura en ingeniería mecánica de la Universidad de Vermont en 1976 y un máster en arquitectura naval por el MIT en 1978. En 1988 obtuvo un segundo máster, en informática, por la Universidad de California, Berkeley.

## Carrera
A la edad de 19 años, Greene organizó el primer Campeonato Mundial de Windsurf y ganó el campeonato nacional de vela ligera femenino en 1976. Trabajó como ingeniera y gerente en Sybase, Tandem Computers, y Silicon Graphics, y posteriormente en empresas start-up.
En 1998, Greene, Mendel Rosenblum, Scott Devine, Edward Wang y Edouard Bugnion fundaron VMware. En 2004, VMware fue adquirida por EMC Corporation. El 8 de julio de 2008, Greene fue despedida como presidenta y directora ejecutiva por la junta de directores  de VMware y reemplazada por Paul Maritz, que dirigía el negocio de computación en la nube de la empresa matriz de VMware EMC. En agosto de 2006, Greene se unió a la junta directiva de Intuit.
En octubre de 2013, Greene fue una de las oradoras en la Startup School de Y Combinator, donde compartió detalles de los primeros días de VMware. Greene también fue juez del primer Premio Reina Isabel de Ingeniería en 2013.

### Google
El 12 de enero de 2012, Greene fue nombrada miembro de la junta directiva de Google.14 Greene ocupó el décimo puesto en la junta directiva de Google, un puesto que ocupó Arthur D. Levinson por última vez en octubre de 2009.
El 12 de enero de 2012, Greene fue nombrada miembro de la junta directiva de Google. Greene ocupó el décimo puesto en la junta directiva de Google, un puesto que ocupó Arthur D. Levinson por última vez en octubre de 2009.
En noviembre de 2015, Greene fue nombrada vicepresidenta senior de los negocios en la nube de Google, después de la adquisición de su startup, Bebop.
En 2017, apareció como protagonista de la serie de podcast "Masters of Scale" de Reid Hoffman (cofundador de Linkedin), entre otros empresarios exitosos como Mark Zuckerberg, John Elkann o Brian Chesky. En esta entrevista, discutió la estrategia que VMware adoptó para escalar.
El 8 de febrero de 2018, Greene fue elegida miembro de la Academia Nacional de Ingeniería de Estados Unidos.
Greene fue sucedida como directora ejecutiva de Google Cloud por Thomas Kurian a principios de 2019. Conservó un puesto en la dirección de Alphabet.
El 30 de abril de 2019, Alphabet anunció que Diane Greene no buscaría la reelección a la Junta al vencimiento de su mandato el 19 de junio de 2019.

### Stripe
En enero de 2019, Greene se unió a la junta directiva de Stripe.

## Premios
- Premio Abie 2017 al Liderazgo Técnico de AnitaB.org. 2017 Abie Award for Technical Leadership from AnitaB.org.[22][23]
- 2018 Forbes' America's Top 50 Women In Tech.[24]

## Vida personal
Greene conoció a su marido, Chucho Vazquelez, mientras estaba en Berkeley. Greene tiene dos hijos. En 2011, Greene junto con Rosenblum donó 3 millones de dólares para crear la cátedra Tepeji de Matemáticas en la Facultad de Artes y Ciencias de la Universidad de Virginia en honor al padre de Mendel, Marvin Rosenblum, quien enseñó en la universidad durante 45 años.
Greene también es una experta cangrejera y marinera, ya que creció haciendo ambas cosas en Maryland.